# Roberto de Beaumont, 1.º conde de Leicester
Roberto de Beaumont (em inglês:  Robert de Beaumont), 1.º conde de Leicester, conde de Meulan (1046 – 5 de junho de 1118) foi um poderoso nobre normando, um dos companheiros de Guilherme, o Conquistador, durante a conquista da Inglaterra, e é reverenciado como um dos homens mais sábios de seu tempo. Cronistas posteriores fizeram muitos elogios à sua eloquência, sua erudição e três reis da Inglaterra o consideraram conselheiro.

## Biografia
Roberto nasceu entre 1040 e 1050, primogênito de Rogério de Beaumont (1015—1094) e Adeline de Meulan († 1081), uma filha de Galerano III de Meulan e irmão mais velho de Henrique de Beaumont, 1.º conde de Warwick (earl; c. 1050—1119).
Roberto foi um dos quinze companheiros de Guilherme, o Conquistador, comprovados na Batalha de Hastings em 1066 e era o comandante da infantaria na ala direita do exército normando, como se pode perceber pelo relato quase contemporâneo de Guilherme de Poitiers:
| “ | Um certo normando, Roberto, filho de Rogério de Beaumont, sendo sobrinho e herdeiro de Henrique, conde de Meulan, pela irmã de Henrique, Adeline, se viu em combate naquele dia pela primeira vez. Ele não passava de um jovem e realizou atos de valor dignos de perpétua lembrança. À frente de uma tropa sob seu comando na ala direita, atacou com grande coragem e sucesso | ” |
|   | — Guilherme de Poitiers. |   |

.
Seus préstimos lhe valeram a concessão de mais de 91 propriedades confiscadas dos ingleses derrotadas, como comprova o "Domesday Book" de 1086.
Quando Adeline morreu, em 1081, Roberto herdou os títulos de conde de Meulan, na Normandia, e visconde Ivry e senhor de Norton. Ele prestou homenagem ao rei Filipe I da França por estas terras e tornou-se um par francês no parlamento de Poissy.
Ele e seu irmão, Henrique, eram membros da comitiva real de caça na "New Forest" ("nova floresta"), em Hampshire, quando Guilherme, o Ruivo (r. 1087-1100) foi alvejado acidentalmente por uma flecha em 2 de agosto de 1100. Ele jurou fidelidade ao irmão de Guilherme, o rei Henrique I (r. 1100-1135), que o criou conde de Leicester (earl) em 1107.
Com a morte de Guilherme Rufo, Guilherme, conde de Évreux, e Ralph de Conches invadiram as propriedades normandas de Roberto com a desculpa de que haviam sido penalizados por algum conselho que Roberto dera ao falecido rei; o raide dos dois conseguiu juntar um vasto espólio e teve grande sucesso.

## Família
Em 1096, Roberto se casou com Isabel de Vermandois (ou Elizabeth ou Isabella), filha de Hugo Magno (1053-1101), um filho caçula do rei francês com Adelaide, condessa de Vermandois, (1050-1120). Depois de sua morte, Isabel se casou novamente, em 1118, com Guilherme de Varenne, 2º conde de Surrey e o casal teve os seguintes filhos:
Filhos
1. Galerano IV de Beaumont, conde de Meulan, 1º conde de Worcester (n. 1104), gêmeo primogênito e herdeiro.
2. Roberto de Beaumont, 2º earl de Leicester & earl de Hereford (n. 1104), gêmeo
3. Hugo de Beaumont, 1º conde de Bedford (n. c. 1106)

Filhas
1. Ema de Beaumont (n. 1102)
2. Adeline de Beaumont, casou-se duas vezes:
  1. Hugo IV de Montfort-sur-Risle;
  2. Ricardo de Granville de Bideford (m. 1147)
3. Aubree de Beaumont, casou-se com Hugo II de Châteauneuf-Thimerais.
4. Agnes de Beaumont, a freira.
5. Maudo de Beaumont, casou-se com William Lovel. (n. ca. 1102)
6. Isabel de Beaumont, amante do rei Henrique I. Casou-se duas vezes:
  1. Gilberto de Clare, 1º earl de Pembroke.
  2. Herveu de Montmorency, condestável da Irlanda.

## Morte
De acordo com Henrique de Huntingdon, Roberto morreu de vergonha depois que "um certo conde ('earl') que ele havia desposado, seja por intriga ou pela força e estratagema". Quando morreu, Roberto era o último nobre normando a ter lutado em Hastings que ainda estava vivo.